# Juan Carlos Martín (director)
Juan Carlos Martín es un cineasta, documentalista, productor, guionista y cinefotógrafo de nacionalidad mexicana. Dirigió el documental Gabriel Orozco con el que obtuvo en 2003 el Premio Ariel a la Mejor Ópera Prima y el Premio Mayahuel del Festival Internacional de Cine de Guadalajara.
Su primera película de ficción es un road movie de 2008 titulado 40 días.Además ha dirigido más de 800 anuncios y videos musicales para Santa Sabina, Shakira, La Ley, Maná, Molotov y otros grupos.

## Filmografía selecta
- Gabriel Orozco (2002).
- 40 días (2008).
- Campo abierto (2012).

## También ver
- Documental
- Road movie
- Premio Ariel

## Vínculos a sitios de interés
- Juan Carlos Martín en Internet Movie Database (en inglés).

- Datos: Q16584451